# Kerkvader
Een kerkvader (Kerklatijn: pater ecclesiae) was een schrijver of leraar, meestal een bisschop, in de vroeg-christelijke Kerk (periode: ongeveer 90 tot 750 n.Chr.). De kerkvaders verdedigden de christelijke levensvisie met traktaten, geschreven in het Koinè-Grieks of het Latijn, die handelen over theologische en filosofische vraagstukken. Veel kerkvaders legden de nadruk op ascese en geloofsijver en beschouwden zinnelijke genoegens als funest voor het christelijke ideaal. Het vakgebied dat de werken van de meer dan 300 kerkvaders bestudeert, wordt patrologie genoemd.
De kerkvaders kunnen worden onderscheiden in:
- apostolische vaders (90 - 160 n.Chr.)
- pre-Niceense patristiek (100/120 - 325; Eerste Concilie van Nicea)
- hoogpatristiek (325 - 451; Concilie van Chalcedon)
- late patristiek (451 - ca. 750; in de oosters-orthodoxe kerken tot heden)

De geschriften van de kerkvaders vormen de eerste vorm van literatuur in de vroege middeleeuwen, na de val van het West-Romeinse Rijk.

## Apostolische vaders
De vroegste kerkvaders hadden de apostelen vaak zelf gekend en worden apostolische vaders genoemd.
- Clemens I van Rome (stierf circa 100)
- Ignatius van Antiochië (stierf in 110)
- de auteur van de Didache (circa 100-150)
- de auteur van de brief van Barnabas (120-140)
- Papias (rond 130)
- Polycarpus van Smyrna (69-156)
- Hermas, schrijver van De herder van Hermas (circa 150)

## Patristiek

### Preniceaanse patristiek
Alle kerkvaders na 160 na Chr. noemt men ook vaak apologeten omdat zij pogen de christelijke opvatting van de wereld te legitimeren. Preniceens:
- Clemens van Alexandrië (±125/150 - 215)
- Tertullianus (160-230)
- Origenes (185-254)

### Hoogpatristiek
- Ambrosius van Milaan (339-397)
- Arnobius (rond 300)

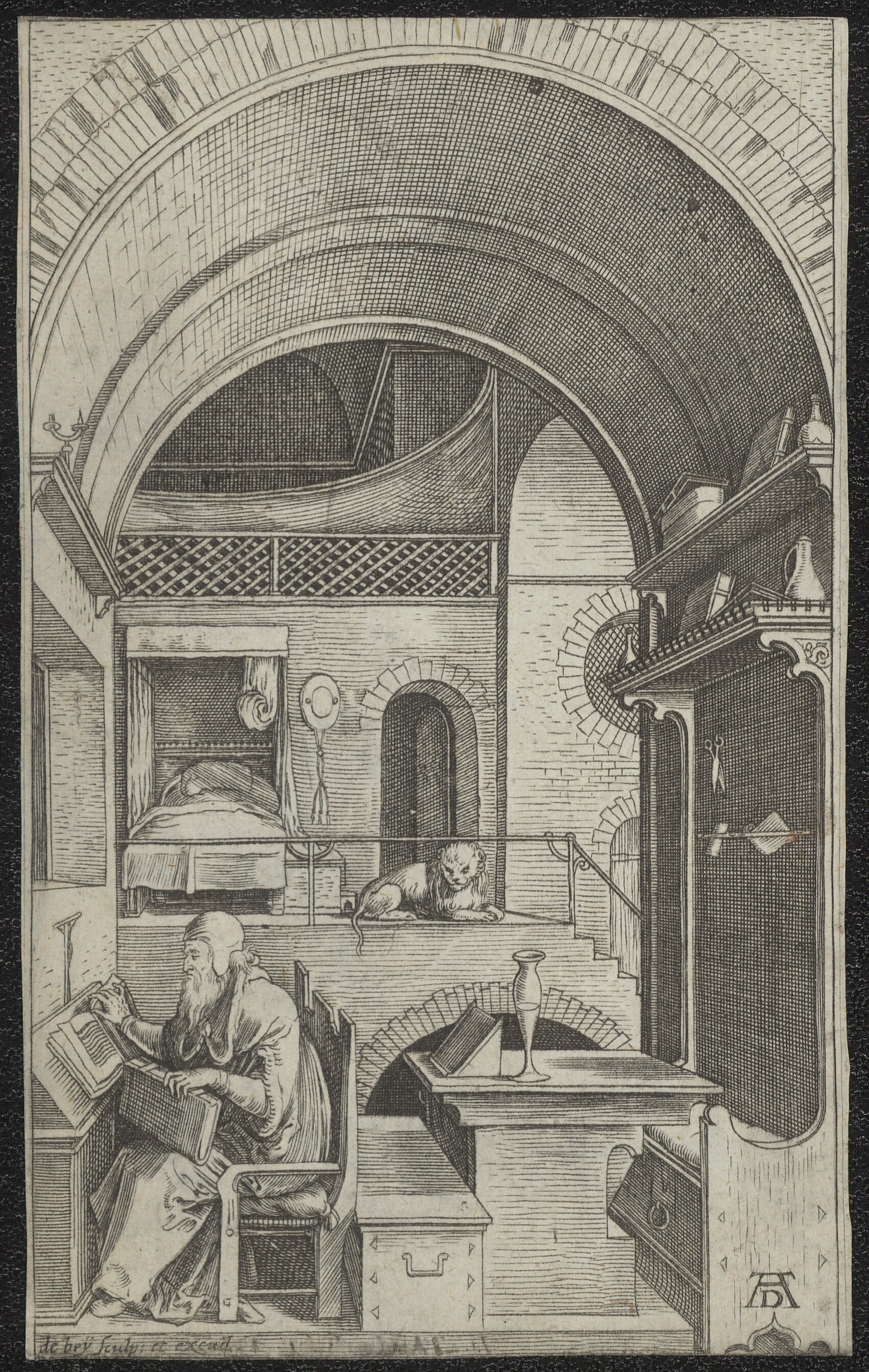
Prent van Hiëronymus in zijn studeervertrek. Gemaakt door Johann Theodor de Bry en bewaard in de Universiteitsbibliotheek Gent.

- Athanasius van Alexandrië (295-373)
- Augustinus van Hippo (354-430)
- Basilius de Grote (330-379)
- Diodorus van Tarsus (†circa 390)
- Epiphanius van Salamis (305/310 - 403)
- Gregorius van Nazianze (329-389)
- Hiëronymus van Stridon (347-420)
- Johannes Chrysostomus (345-407)
- Salvianus van Marseille (400-475)
- Theodorus van Mopsuestia (350-428)
- Vincentius van Lérins († circa 440)

### Late patristiek
- Gregorius de Grote (Paus Gregorius I) (540-604)
- Isidorus van Sevilla (circa 560-636)

## Betekenis in de kerkgeschiedenis

### Katholieke Kerk

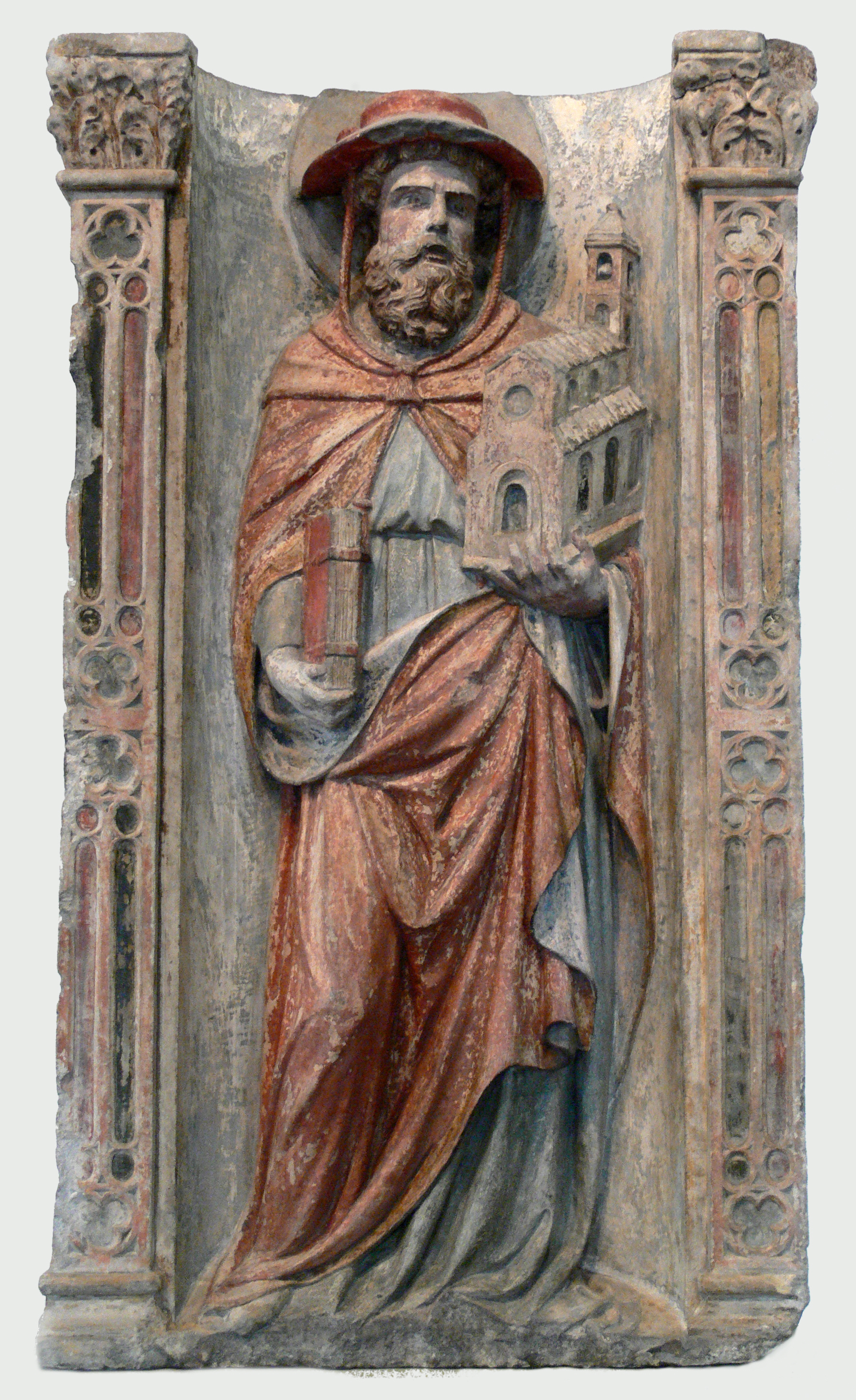
Hiëronymus

Men rekent de patristische periode (dit wil zeggen de tijd van de kerkvaders) in het Westen tot Gregorius de Grote (†604) of Isidorus van Sevilla (†636), tegenwoordig ook wel tot Beda Venerabilis (†735); in het ^Oosten tot Johannes Damascenus (†749). Na deze periode wordt de bijzondere betekenis van theologen geëerd met de titel kerkleraar. 
De criteria om voor kerkvaderschap in aanmerking te komen:
- wordt geciteerd in aan de kerk gerichte pauselijke documenten;
- wordt geciteerd door een concilie;
- wordt in samenkomsten van de vroege kerk publiekelijk gelezen;
- wordt genoemd als sanctitate et doctrina insignis in het Martyriologium Romanum;
- wordt door kerkvaders aangehaald als autoriteit.

In de Katholieke Kerk drukt het predicaat kerkvader niet een onwankelbare geloofstrouw van de bedoelde theoloog uit; zo kunnen Tertullianus en Origenes theologisch geproblematiseerd worden, maar toch als kerkvader gelden.
De grote kerkvaders van het Westen zijn: Ambrosius van Milaan, Augustinus van Hippo, Hiëronymus van Stridon en paus Gregorius I de Grote.

### Oosterse Orthodoxie
In de Oosters-orthodoxe kerken wordt de eretitel kerkvader nog steeds en doorgaans impliciet verleend.
De grote kerkvaders van het Oosten zijn: Athanasius van Alexandrië, Basilius de Grote, Gregorius van Nazianze en Johannes Chrysostomus.

### Reformatie
De protestantse kerkgemeenschappen kennen geen kerkvaders. Deze zijn weliswaar voorbeeldige voorgangers in geloof, maar omdat protestantse kerkgemeenschappen de traditie in de Rooms-Katholieke Kerk als openbaringsbron niet erkennen, zijn er evenmin bijzondere gelovigen zoals de kerkvaders, die van bijzondere betekenis voor de Traditie zijn. De bevindelijk gereformeerden kennen wel oudvaders: de gezaghebbende piëtistische schrijvers uit de 17e en 18e eeuw.

### Kerkvaders en het dateren van tekstvarianten van de Bijbel
De tekstkritiek van de Bijbel houdt zich bezig met de reconstructie van de Bijbeltekst door Bijbelse handschriften met elkaar te vergelijken. De teksten worden daartoe onderverdeeld in families. Door te bestuderen welke Kerkvader welke variant binnen welke familie gebruikt, kunnen we iets zeggen over de geografische spreiding en de ouderdom van die variant en familie.